# Club Sportif Pétange
CS Pétange é uma equipe luxemburguesa de futebol com sede em Pétange. Disputa a primeira divisão de Luxemburgo (Campeonato Luxemburguês de Futebol).
Seus jogos são mandados no Stade Municipal, que possui capacidade para 2.400 espectadores.

## História
O CS Pétange foi fundado em 1910.